# Марионетка (фильм)
«Марионетка» (англ. Marionette) — мистический триллер режиссёра Элберта ван Стриена, главную роль в котором исполнила Текла Рётен. Премьера в США состоялась 19 сентября 2020 года.

## Сюжет
Мэриан уже много лет успешно работает детским психотерапевтом, но знакомство с Мэнни, замкнутым 10-летним мальчиком, заставляет её усомниться в своей компетентности, а после — в том, что реально. Всё, что рисует ребёнок, вскоре случается. Но это отнюдь не милые детские фантазии. Когда Мэриан решает проконсультироваться с предыдущим терапевтом мальчика доктором Маквитти, то узнаёт, что тот оказался в психолечебнице, после недавнего акта самосожжения.

## В ролях
| Актёр         | Роль            |
| ------------- | --------------- |
| Текла Рётен   | Мэриан Уинтер   |
| Питер Маллан  | доктор Маквитти |
| Билл Патерсон | Манделбаум      |
| Ребекка Фронт | Мойрин          |
| Иман Эллиотт  | Киран           |
| Сэм Хэзелдайн | Джош            |
| Элайджа Вулф  | Мэнни           |

## Критика
Bloody Disgusting проводит параллели между «Марионеткой» и «Шестым чувством» М. Найта Шьямалана, отмечая попытку ван Стриена по-новому взглянуть на поджанр «жутких детей» в хорроре. Она называет фильм неожиданным, запутанным психологическим триллером и ставит ему 2,5 балла из 5.